# 噬亡村
《噬亡村》是日本漫畫家二宮正明創作的日本漫畫作品。於《週刊漫畫Goraku》2018年10月19日号至2021年12月10日号期間進行連載。
以食人為題材，和限界集落為舞台的驚悚故事。
2021年10月宣布改編成電視劇的消息。

## 劇情簡介
主角是駐守在山間小村供花村派出所的警員阿川大悟，與家人搬來這村子一個月。前任警員在失蹤前說了「這裡的村民會吃人」的指控，大悟開始懷疑這村子是否有問題。隨著深入調查，逐漸把家人捲入事件當中。

## 出版書籍
| 集數 | 日本文藝社     | 日本文藝社             | 尖端出版       | 尖端出版               |
| 集數 | 發售日期       | ISBN                   | 發售日期       | ISBN                   |
| ---- | -------------- | ---------------------- | -------------- | ---------------------- |
| 1    | 2019年2月18日  | ISBN 978-4-537-13881-8 | 2023年10月13日 | ISBN 978-626-377-007-2 |
| 2    | 2019年5月20日  | ISBN 978-4-537-13924-2 | 2023年11月10日 | ISBN 978-626-377-326-4 |
| 3    | 2019年8月19日  | ISBN 978-4-537-13969-3 | 2023年12月15日 | ISBN 978-626-377-358-5 |
| 4    | 2019年11月18日 | ISBN 978-4-537-14174-0 | 2024年1月12日  | ISBN 978-626-377-515-2 |
| 5    | 2020年1月29日  | ISBN 978-4-537-14195-5 | 2024年2月6日   | ISBN 978-626-377-595-4 |
| 6    | 2020年4月20日  | ISBN 978-4-537-14233-4 | 2024年3月12日  | ISBN 978-626-377-645-6 |
| 7    | 2020年7月9日   | ISBN 978-4-537-14260-0 | 2024年3月12日  | ISBN 978-626-377-646-3 |
| 8    | 2020年10月9日  | ISBN 978-4-537-14292-1 | 2024年4月19日  | ISBN 978-626-377-731-6 |
| 9    | 2021年1月9日   | ISBN 978-4-537-14327-0 | 2024年4月19日  | ISBN 978-626-377-732-3 |
| 10   | 2021年4月8日   | ISBN 978-4-537-14362-1 | 2024年5月16日  | ISBN 978-626-377-829-0 |
| 11   | 2021年7月16日  | ISBN 978-4-537-14388-1 | 2024年5月16日  | ISBN 978-626-377-830-6 |
| 12   | 2021年11月18日 | ISBN 978-4-537-14434-5 | 2024年7月30日  | ISBN 978-626-377-949-5 |
| 13   | 2022年2月28日  | ISBN 978-4-537-14465-9 | 2024年7月30日  | ISBN 978-626-377-950-1 |

## 電視劇
2022年12月28日於Disney+全球獨家播出、於日本先行配信（共7集）。由柳樂優彌主演。2023年2月1日播出最終話（第1季）。
。
11月1日在TOHO影城Chanter舉辦的第35屆東京國際電影節的「TIFFシリーズ部門（TIFF系列部門）」先行上映第1集、第2集。
為了紀念電視劇播出，以故事角色川口尊為主的掃射事件的內幕描繪的特別篇，於《週刊漫畫Goraku》2022年12月30日号刊載。
第二季於2025年3月19日開播。

### 演員列表

#### 阿川家
- 阿川大悟（供花村駐守警員） - 柳樂優彌
- 阿川有希（大悟妻子） - 吉岡里帆[13]
- 阿川真白（大悟女兒） - 志水心音[13]

#### 後藤家
- 後藤惠介（接任後藤家 當家，生母 後藤藍、生父 後藤白銀） - 笠松將[13]（13歳時：竹内彰良[14]）
- 後藤銀（後藤家上一代當家，後藤白銀生母） - 倍賞美津子[13]（青年期：恒松祐里[15]）
- 後藤清（供花村村長，後藤藍丈夫、後藤銀養子、惠介洋介養父） - 六角精兒[13]
- 後藤藍（惠介洋介生母，後藤銀養女） - 河井青葉[16]（青年期：藤井千帆）[17]
- 後藤洋介（惠介弟弟、生母 後藤藍、生父不明） - 杉田雷麟[13]（幼少期：國井颯介[18]）
- 後藤睦夫 - 酒向芳[13]
- 後藤岩男 - 吉原光夫[13]
- 後藤龍二 - 中村祐太郎[13]
- 後藤真 - 米本學仁[19]
- 後藤理 - 中島步[20]
- 後藤白銀（那個人，生母 後藤銀、供花村視為現人神） - 澤井一希[21]（幼少期：鷲尾心陽）

##### 過去
- 後藤金次 - 豐原功補[20]

#### 供花村
- 山口sabu（村民領導）- 中村梅雀[13]
- 山口加奈子 - 山下莉緒[22]
- 上田仁（村人） - 松浦祐也[23]
- 西村邦壽（村人） - 永田崇人[24]
- 神山宗近（接任來乃神神社 神主/宮司） - 田中俊介[22]
- 神山正宗（來乃神神社 神主） - 橋爪功[20]（青年期：倉悠貴[20]）

##### 過去
- 神山吉宗（來乃神神社 前神主，正宗父親） - 鄭龍進[20]

#### 警察關係者
- 諸邊警察署署長 - 利重剛[25]
- 狩野治（前任供花村駐守警員） - 矢柴俊博[25]
- 山伏剛（大悟的前上司） - 井上肇[26]
- 金丸豪（實為後藤金次孫子） - 赤堀雅秋
- 山下努（實為後藤家臥底） - 吉田亮

#### 其他人物
- 狩野堇（狩野女兒） - 北香那[13]
- 狩野幸子（狩野妻子） - 片岡礼子[27]
- 寺山京介（臉被吃掉的男人） - 高杉真宙[22]
- 今野翼（兒童性犯罪者） - 三河悠冴[28]
- 中村一（中央醫院法醫） - 小木茂光[29]
- 宇多田學（神秘網站運營） - 二階堂智[30]

## 迴響
單行本全13卷。2022年9月累計銷售量突破200萬。2022年12月時累計銷售量突破210萬。
2023年單行本第10集入選安古蘭國際漫畫節競賽單元。

## 外部連結
- 供花村主頁 （页面存档备份，存于）
- 官方網站 （页面存档备份，存于） - Disney+